# Màcula vestibular
Les màcules vestibulars, situades en el vestíbul de l'orella són òrgans receptors dels òrgans amb otòlits, així poden ser:
- Màcula de l'utricle
- Màcula del sàcul

L'epiteli de les màcules consta de cèl·lules de sosteniment, cèl·lules ciliades, amb els cilis dins d'una capa gelatinosa sobre els que descansen finalment els otòlits.
Les cèl·lules ciliades s'estimulen per canvis de posició del cap i per acceleracions lineals, enviant els senyals cap a les branques del nervi vestibular.